# Oxycopis howdeni
Oxycopis howdeni là một loài bọ cánh cứng trong họ Oedemeridae. Loài này được Arnett miêu tả khoa học năm 1965.